# Valpoi
Valpoi (concani: वाळपय) é uma cidade  no distrito de Goa Norte, no estado indiano de Goa.

## Demografia
Segundo o censo de 2001, Valpoi tinha uma população de 7913 habitantes. Os indivíduos do sexo masculino constituem 51% da população e os do sexo feminino 49%. Valpoi tem uma taxa de literacia de 78%, superior à média nacional de 59,5%: a literacia no sexo masculino é de 83% e no sexo feminino é de 72%. Em Valpoi, 12% da população está abaixo dos 6 anos de idade.